# NGC 6691
NGC 6691 is een balkspiraalstelsel in het sterrenbeeld Draak. Het hemelobject werd op 16 augustus 1884 ontdekt door de Amerikaanse astronoom Lewis A. Swift.

## Synoniemen
- UGC 11318
- MCG 9-30-31
- ZWG 279.22
- IRAS 18382+5535
- PGC 62202